# Jacob Jonas Björnståhl
Jacob Jonas Björnståhl, född 23 januari 1731 i Näshulta socken i Södermanland, död 12 juli 1779 i Thessaloníki, var en svensk orientalist och reseskildrare.

## Biografi
År 1753 blev Björnståhl student vid Uppsala universitet, sedan han under den största nöd och brist genomgått Strängnäs skola. 1761 blev han filosofie magister och kallades av Johan Ihre till docent i gotiska. År 1763 utgav han första delen av sin avhandling Decalogus hebraicus ex arabica dialecto illustratus och blev därefter docent i arabiska. Som handledare för Adolf Rudbecks två unga söner Adolf Fredrik och Carl Fredrik begav han sig 1767 till Paris, där han under tre års tid studerade orientaliska språk och gjorde bekantskap med många berömda män. Sedan for han med Carl Fredrik Rudbeck till Italien, och efter ett par års studier där utnämndes han till adjunkt i orientaliska språk vid Uppsala universitet. År 1776 befann han sig i Oxford, där han mottog Gustav III:s befallning att för vetenskapliga ändamål bege sig till Turkiet. År 1779 dog han i Saloniki. 
BJörnståhl hade 1776 blivit utnämnd till extraordinarie professor i Uppsala och några månader före sin död till professor i orientaliska och grekiska språken vid Lunds universitet. Hans skrifter, som översatts till flera europeiska språk, utgörs av den ovannämnda avhandlingen samt Lettre touchant la version arabe des V livrés de Moyse (1772) och Resa till Frankrike, Italien, Schweiz, Tyskland, Holland, Ängland, Turkiet och Grekeland (1780–84, efter författarens död utgiven av Carl Christoffer Gjörwell den äldre.